# Stålsandbi
Stålsandbi (Andrena agilissima) är en art i insektsordningen steklar som tillhör överfamiljen bin och familjen grävbin.

## Beskrivning
Kroppen är blåsvart med enstaka, tydliga, vita hårtussar, framför allt på huvudet, på sidorna av mellankroppen och på sidorna av tergiterna (bakkroppsegmenten) 3 till 5. Vingarna är mörka. Biet blir 13 till 15 mm långt.

## Ekologi
Likt många sandbin är stålsandbiet oligolektiskt (födospecialist), i detta fall på pollen från korsblommiga växter som senapssläktet, kålsläktet, kårlar, gyllnar och rättikor. Den kan emellertid även besöka resedaväxter, korgblommiga växter (som hökfibblor och maskrosor), stenbräckeväxter (vinbär), strävbladiga växter (förgätmigejer), triftväxter (trift) och ranunkelväxter (revsmörblomma). Arten får en generation per år, som flyger mellan slutet av mars till september.
Som alla sandbin gräver arten bon i marken, för denna art i sandstenssprickor, sprickor i lerjord, hål i murverk och liknande, gärna i vertikala ytor. Hos denna art förekommer en enklare, social struktur, genom att flera honor delar samma bo. Det unga, fullbildade biet tros övervintra i sin larvcell.
Arten parasiteras av gökbina Nomada melathoracica och gullgökbi (N. fulvicornis).

## Utbredning
Arten finns i sydvästra och centrala Europa till Nordafrika. Västerut förekommer den från Kanalöarna (Jersey, Guernsey och Alderney) och på kontinenten Frankrike och Iberiska halvön till Polen, Slovakien och Ungern i öster, samt södra Spanien och södra Italien i söder. I Nordafrika finns arten från Marocko till Libyen.
I Sverige har bara ett odaterat fynd av en insamlad art gjorts i en äldre samling. Det är därför osäkert om arten någonsin har funnits i landet. I Finland saknas arten helt.